# Wilhelm Heinrich Heyke
Wilhelm Heinrich Heyke (* 23. September 1826 in Lübeck; † 15. Dezember 1905 in Lübeck) war ein deutscher Großhandels-Unternehmer – als Seniorchef der lübeckischen Drogenhandlung P. F. Lange & Knuth – und Mitglied der Bürgerschaft.

## Leben

### Herkunft
Wilhelm Heinrich Heyke war ein Sohn des der Korporation der Rigafahrer angehörenden Daniel Heinrich Heyke und Engel Catharina Maria, einer Tochter des Kaufmanns Peter Friedrich Lange.

### Laufbahn
Nach dem Besuch der v. Großheim’schen Realschule Seine kaufmännische Ausbildung erhielt er dann im Handelshaus Dittmer & Plate. Nach weiten Reisen und einen längeren Aufenthalt in Hamburg kehrte er nach Lübeck zurück und übernahm an der Seite seines Onkels Lange die Leitung des Unternehmens P. F. Lange & Knuth, ab 1857 war er Alleininhaber. In ihrem Interesse unternahm er viele Reisen nach Finnland, Schweden, Russland und dem Skandinavischen Norden. Dessen Verhältnisse, sowie Land und Leute wurden ihm vertraut.
Am 30. Oktober 1905 war er zum letzten Mal in seinem Geschäftshaus. Ein ärztliches Gebot führte ihn der längst verdienten häuslichen Ruhe zu.

### Wirtschaftsförderer
In den 1850er Jahren war Heyke ein eifriger Förderer für das Entstehen der Bahnstrecke Lübeck–Bad Kleinen.
Heyke gehörte bis zu seinem Tod dem Verwaltungsausschuss der Lübeck-Büchener Eisenbahn-Gesellschaft an. Unter dem Vorsitz von Senator Georg Friedrich Harms fand im Casino am 30. Juni 1875 deren 25. Generalversammlung statt, es waren 15 Aktionäre erschienen, die 28184 Aktien mit 2831 Stimmen vertraten. Charlotte Erasmi, Heyke und August Ferdinand Siemßen schieden turnusmäßig aus dem Ausschuss und wurden, bis auf Siemßen, wiedergewählt. An seiner Stelle wurde Senator Schroeder gewählt.

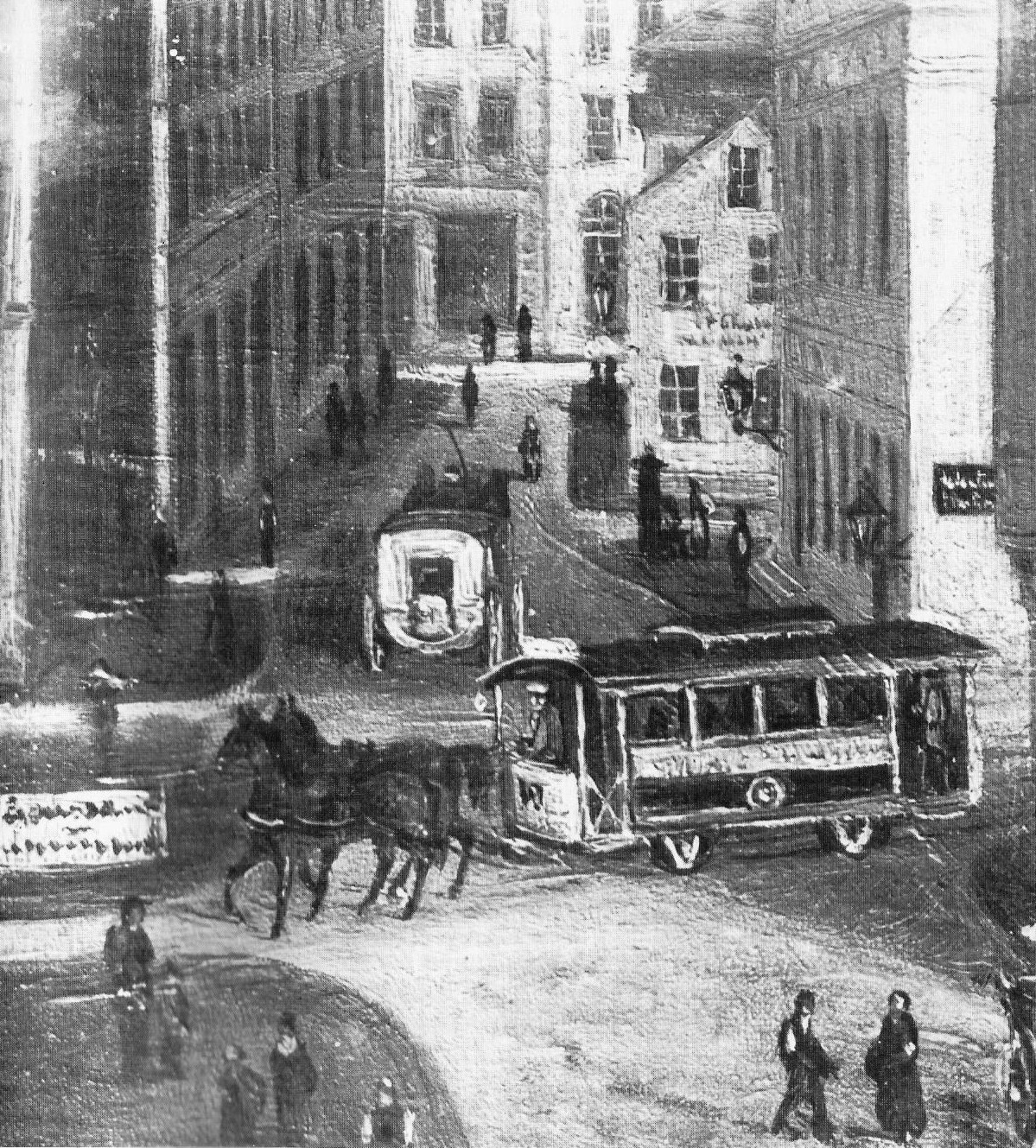
Pferdeeisenbahn

Am im Saal des Hôtel du Nord fand am 10. Dezember 1880 die erste von Regierungsrat v. Warnstedt geleitete Generalversammlung der Aktionäre der Lübecker Pferdeeisenbahn-Gesellschaft statt. Er führte aus, dass zunächst nur eine außerhalb des Burgtor beginnende zum Kolosseum laufende Linie gebaut werden solle. Nachdem man jedoch den Wert des Beförderungsmittels einer Pferdeeisenbahn kennengelernt haben werde, sich die Abneigung gegen die erstgenannte Linie nach dem Bahnhof und vor das Holstentor in ein Bedürfnis wandeln werde. Als die hierfür geeignetste Linie wurde ein durch die Beckergrube laufender oder oberhalb der Mengstraße, also an seinem Geschäft vorbei, abzweigender Schienenstrang angesehen. Als Mitglieder des Verwaltungsrats wurden daraufhin v. Warnstedt, Hermann Fehling und Georg Eduard Tegtmeyer, Ersatzmann Rodde, und für den Aufsichtsrat August Rehder, Johann Hermann Eschenburg und Friedrich Carl Sauermann, Ersatzmann Heyke, erwählt. Auf der Generalversammlung am 20. März 1885 wurde Heyke anstelle des verstorbenen Rehder in den Aufsichtsrat gewählt.
Wiederholt gehörte Heyke der Handelskammer als Mitglied an.

### Politik
Heyke gehörte von 1869 bis 1875 der Bürgerschaft und dem Bürgerausschuss an. Als er im Januar 1874 von der Stelle des Bürgerlichen Deputierten im Finanzdepartement turnusgemäß verließ, erwählte der Senat Heinrich Mann zu dessen Nachfolger. Für den verstorbenen Carl Ludwig Kaibel erwählte der Senat im Februar 1880 Heyke zum Bürgerlichen Deputierten bei der Central-Armendeputation und schied im März 1886 aus dieser wieder aus.
Auf der IV. Versammlung der Gewerbekammer am 13. April 1874 wurde die Bildung einer Kommission zum Zwecke der Förderung der Bremer landwirtschaftlichen Ausstellung, sowie zur Vertretung der Interessen der lübeckischen Aussteller besprochen. Die Handelskammer stellte mit Heyke und Johannes Fehling zwei Mitglieder.
Am 8. Juni 1878 wählte der Senat Heyke anstelle des abtretenden Carl William Freese zum Vorsteher des Heiligen-Geist-Hospitals.
Im Oktober 1878 erwählte der Senat anstelle des in den Senat erwählten Johannes Fehling Heyke zum kaufmännischen Richter des Handelsgerichts. Der Senat erwählte für die beim Landgericht zu bildende Kammer für Handelssachen für die ersten drei Geschäftsjahre an 1879/1880 Ferdinand Dahlberg, Hermann Ersami, Freese, Heyke, C. H. Müller und C. Weber zu Handelsrichtern. Auf Grund des § 29 der Verordnung vom 3. Februar 1879, die Ausführung des Gerichtsverfassungsgesetzes betreffend, wählte der Senat Heyke für die Jahre 1883, 1884 und 1885 wieder zum Handelsrichter. Er wurde in dieses Amt bis (1891) ständig wiedergewählt.
Von 1546 zur Wahl berechtigten Bürgern wählten am 25. Juni 1879 im III. Wahlbezirk (St.-Marien-Quartier und Vorstadt St. Lorenz) erschienen 146 an der Wahlurne; es waren vier Vertreter für die Bürgerschaft zu wählen. Heyke erhielt 58 Stimmen. Am 31. Mai 1881 wurde die Liste der Bürgerschaftskandidaten mit Heyke als Ersatzmann aufgestellt.

### Soziale Tatkraft
Für den Verwalter des Museumsfonds der Gesellschaft zur Beförderung gemeinnütziger Tätigkeit, Heinrich Leo Behncke, wurde ein Nachfolger gesucht. Zur Wahl standen Johann Hermann Eschenburg, Heyke und Consul C. H. A. Krohn. Auf einer Anfang Januar 1882 stattfindenden Deliberationsversammlung wurde auch Heyke als Vorsteher des Handelsmuseums vorgeschlagen, gewählt wurden jedoch andere.
Auf der Versammlung am 26. Januar 1883 teilte der Vorsitzende mit, dass Heyke neues Mitglied der Geographischen Gesellschaft sei.
In der Sitzung der Abteilung Lübeck der Deutschen Kolonialgesellschaft wurden am 18. Dezember 1899 deren Ämter für das kommende Berichtsjahr verteilt. Als ein Beisitzer des Vorstands wurde Heyke gewählt.

## Geschäftshaus

Geschäftshaus Mengstraße 36

Das Grundstück des Patrizierhauses Mengstraße 36 aus der Mitte des 16. Jahrhunderts war von der Schabbelstiftung des Bäckermeisters Heinrich Schabbel für die Errichtung eines Museums für lübeckische Altertümer angekauft worden, als es in der Nacht des 10. August 1905 einem verheerenden Brand teilweise zum Opfer fiel.
Als Passanten in der Nacht gegen 2 Uhr 20 während eines über die Stadt ziehenden Gewitters einen scharfen, durchdringenden Geruch bemerkten und einen Schutzmann verständigten, brannte das Feuer bereits stundenlang in dem geschlossenen Raum des auf seinen vier Böden große Mengen von Drogen, Farben und Chemikalien lagernden Geschäftshauses.
Bald nach der Alarmierung der Lübecker Feuerwehr trafen auch der Dirigent des Polizeiamts, Senator Eugen Emil Arthur Kulenkamp, und der Polizeihauptmann Moritz Grünweller sowie die Geschäftsinhaber ein. Dichter, beißender, aus dem Dachstuhl hervorquellender Qualm erfüllte inzwischen die Mengstraße und umfangreiche Absperrungsmaßnahmen wurden durchgeführt. Trotz der frühen Morgenstunde hatte sich in den Straßen eine große Menge Schaulustiger angesammelt. Um an den in der zweiten Etage liegenden Brandherd zu gelangen, stiegen ein Oberfeuerwehrmann und zwei Feuerwehrmänner die vom Zwischenstockwerk zum Lagerboden führende Treppe hinauf. Beim Einschlagen einer Tür schlug ihnen eine mächtige Stichflamme entgegen und warf die drei durch den starken Druck die erstiegene Treppe herunter. Ein Feuerwehrmann erlitt hierbei Brandwunden im Gesicht und an den Händen. Die gelagerten Waren erschwerten durch das Ausströmen von starken Dämpfen und Gasen sowie Explosionen das Vordringen. Die Stärke der Explosionen war dadurch ersichtlich, dass sie große Ballen Packpapier von den Böden durchs Fenster auf die Straße geschleudert wurden. In den hinter den Häusern der Beckergrube zur Fischergrube hin gelegenen Gärten fielen faustgroße brennende oder glühende Holzteile. Im Haus 38 kam ein konditionierendes Dienstmädchen glimpflich davon. Als es die Treppen reinigte, stürzte plötzlich ein großes Stück eines Balkens den Lichtschacht hinunter und verfehlte sie nur knapp. Als die Flammen aus dem Dachstuhl schlugen, der Wind zunahm und die Nachbarhäuser Gefahr liefen, ebenfalls von dem Feuer ergriffen zu werden, wurden diese mit Hilfe des Bezirkskommandos geräumt. Als klar wurde, dass man dem Feuer nicht allein vom brennenden Grundstück aus Herr werden konnte, ordnete Branddirektor Eugen Deditius an, es auch von den Nachbargrundstücken aus mit insgesamt zwölf Rohren unter Wasser zu nehmen. Um 4 Uhr 30 hatte das Feuer seinen Höhepunkt erreicht. Die sehr starken völlig ausgetrockneten Balkenlagen verbrannten und brachen gegen 5 Uhr krachend ein. Der hintere Giebel des brennenden Hauses stürzte in den Hof und durchschlug dabei das Dach und die Zimmerdecken des Flügels. Um 7 Uhr war der Brand gelöscht. Die alte geschnitzte Wandtäfelung auf der Diele, ein Werk Tönnies Evers des Jüngeren (1595), blieb erhalten.
Das Haus 34 (Haltermann & Brattström) erlitt hauptsächlich Wasserschaden. Während deren Kurzwarenlager geringen Schaden durch das Feuer nahm, blieb das Kolonialwarenlager unberührt.